# Isoetes amazonica
Isoetes amazonica là một loài dương xỉ trong họ Isoetaceae. Loài này được A. Braun mô tả khoa học đầu tiên.